# 컴벌랜드강

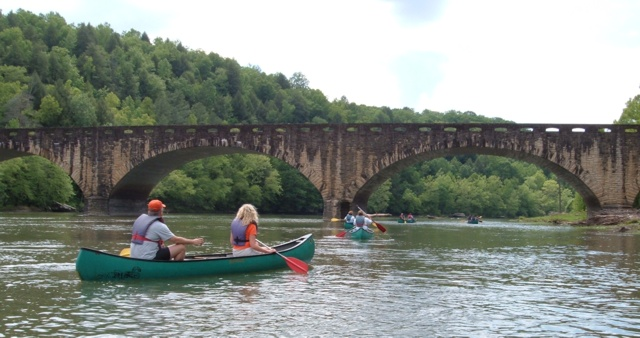

컴벌랜드강(Cumberland River)은 미국 남부의 주요 수로이다. 길이가 688마일(1,107km)인 이 강은 켄터키주 남부와 테네시주 중북부의 거의 47,000km2에 달하는 배수구이다. 강은 일반적으로 서쪽으로 흐르며 애팔래치아 산맥의 수원지에서 켄터키주 퍼듀카 (켄터키주) 근처의 오하이오강과 테네시강 하구와 합류한다. 주요 지류로는 오베이강, 캐니포크강, 스톤스강, 레드강이 있다.
컴벌랜드강 유역은 주로 시골 지역이지만 강에는 테네시의 내슈빌과 클라크스빌 (테네시주)을 비롯한 일부 대도시도 있다.
하천 시스템은 홍수 조절을 위해 광범위하게 변경되었다. 주요 댐은 주요 줄기와 많은 중요한 지류의 영역을 가두어 둔다.